# Симфорихт
Симфорихт, или нитепёр-симфорихт (лат. Symphorichthys spilurus) — вид лучепёрых рыб из семейства луциановых, единственный в роде симфорихтов, или нитепёров-симфорихтов (Symphorichthys). Распространены в Индо-Тихоокеанской области. Морские бентопелагические рыбы. Максимальная длина тела 60 см.

## Описание
Тело высокое, сжато с боков. Голова чрезвычайно тупая, то есть передний профиль головы почти вертикальный (у взрослых особей). Подглазничная область очень широкая. Ноздри на каждой стороне рыла расположены не очень близко друг к другу. Рот конечный, длина челюстей примерно одинаковая. Предчелюстная кость выдвижная. Окончание верхней челюсти доходит до вертикали, проходящей через середину глаза. На верхней челюсти нет чешуи и продольных гребней. На первой жаберной дуге 18—22 жаберных тычинок, из них 4—7 тычинок на верхней части и 14—15 тычинок на нижней части. Спинной плавник сплошной, лишь с небольшой выемкой между колючей и мягкой частями. Колючая часть заметно ниже мягкой части. В спинном плавнике 10 колючих и 17—19 мягких лучей. В анальном плавнике 3 колючих и 11 мягких лучей. Один или несколько передних мягких лучей спинного и анального плавников удлинённые, в виде нитей. Последний мягкий луч в спинном и анальном плавниках не удлинённый и не превышает по длине предпоследний луч. Основания мягких частей спинного и анального плавников покрыты чешуёй. Грудные плавники с 16—17 мягкими лучами, длинные, их длина превышает длину головы; их окончания доходят до анального отверстия. Хвостовой плавник выемчатый или серпообразный у взрослых особей, усечённый у молоди. В боковой линии 52—59 чешуй. Ряды чешуй вдоль спины идут параллельно боковой линии.
Общая окраска желтоватая с несколькими ярко-голубыми полосами на боках тела и голове. На верхнем крае хвостового стебля расположено выраженное чёрное пятно с бледными краями. В области глаз проходит дуга оранжевого цвета; вторая оранжевая дуга проходит за головой в области основания грудных плавников. Молодь бледно-серого цвета, в средней части тела от рыла до хвостового плавника проходит широкая чёрная полоса с белой окантовкой. Удлинённые лучи спинного и анального плавников желтоватые.
Максимальная длина тела 60 см, обычно до 35—50 см.

## Биология
Морские бентопелагические рыбы. Обитают над песчаными грунтами вблизи коралловых рифов на глубине от 5 до 60 м. Ведут одиночный образ жизни. Питаются рыбами, донными ракообразными и моллюсками.

## Ареал
Западная часть Тихого океана: Новая Каледония, Большой Барьерный риф, Новая Гвинея, острова Адмиралтейства, Палау, Филиппины, острова Рюкю. Восточная часть Индийского океана: у берегов Западной Австралии.